# دي جي فوربس
دي جي فوربس (بالإنجليزية: DJ Forbes)‏ هو لاعب اتحاد الرغبي نيوزيلندي، ولد في 15 ديسمبر 1982 في أوكلاند في نيوزيلندا.

## وصلات خارجية
- دي جي فوربس عل موقع إسبنسكروم (الإنجليزية)
- دي جي فوربس على موقع ItsRugby.co.uk (الإنجليزية)
- دي جي فوربس على موقع أوليمبيديا (الإنجليزية)
- دي جي فوربس على موقع اللجنة الأولمبية النيوزيلندية (الإنجليزية)